# The Best

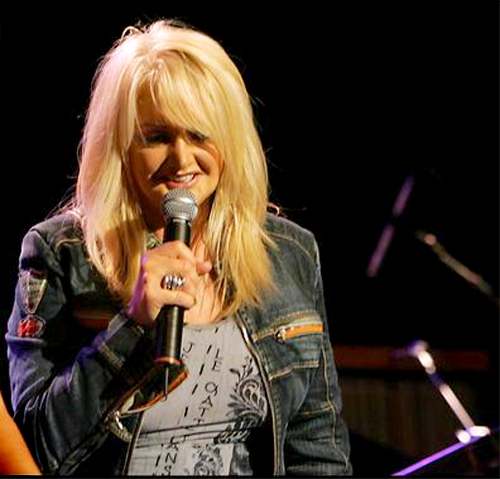
Bonnie Tyler

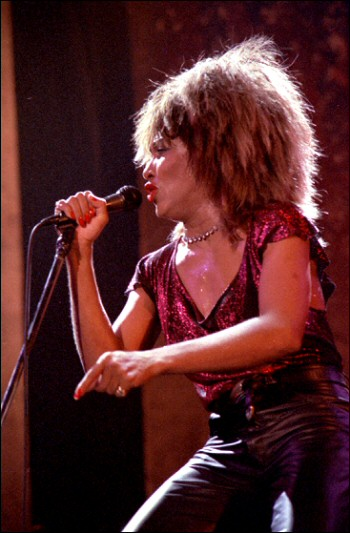
Tina Turner

The Best, skriven av Mike Chapman och Holly Knight, är en poplåt ursprungligen spelades in av Bonnie Tyler och låg på hennes album "Hide Your Heart" 1988.
Tina Turner spelade 1989 in en cover på den, som blivit något av en signaturmelodi för henne. Eftersom Tina Turner har en tendens att namnge sina och samlingsalbum efter "The Best", kom det senare att medverka till en uppfattning om att hon var först med att göra låten. Så är alltså inte fallet.
En version inspelad som duett med Jimmy Barnes, kallad "Simply the Best", var en topp-40-hitsingel i Australien, där den användes i en kampanj för New South Wales Rugby League
2008 framfördes låten i Dansbandskampen av Jenny Saléns.